# Rabczyca
Rabczyca (słow. Rabčice, węg. Rapcsicze) – wieś (obec) w północnej Słowacji, w powiecie Namiestów, w kraju żylińskim.

## Położenie
Wieś leży w słowackiej części Orawy, u południowych podnóży masywu Babiej Góry. Jej zabudowania nie tworzą charakterystycznej dla tej części Orawy ulicówki, lecz w większości są rozrzucone wokół doliny Rabczyckiego Potoku (słow. Rabčický potok). Na południu wspinają się na stoki Magury (865 m n.p.m.), na północy sięgają w głąb dolinki potoku Odumorkovka u podnóży Bandíkovki (906 m n.p.m.) i Upratisk (891 m n.p.m.). Zabudowania wsi leżą na wysokości od ok. 670 do ok. 850 m n.p.m. Na wschodzie granicę wsi wyznacza granica państwowa słowacko-polska, za którą leży polska wieś Lipnica Wielka.

## Historia
Wieś została założona na początku XVII w. Jej lokację na prawie wołoskim potwierdził dziedziczny żupan orawski Jerzy VII Thurzo krótko przed swoją śmiercią w 1616 r. Należała do „Państwa Orawskiego” - rozległego majątku ziemskiego z siedzibą na Zamku Orawskim.
Mieszkańcy początkowo zajmowali się głównie pasterstwem owiec, a później i wołów. Paśli na rozległej Rabczyckiej Hali, położonej na południowo-zachodnich zboczach górnych partii Babiej Góry. W latach 80. i 90. XVII w. wieś zmagała się z wielką biedą, spowodowaną chorobami bydła i innymi klęskami elementarnymi. W późniejszych latach mieszkańcy zajęli się także rolnictwem, głównie uprawą i obróbką lnu, płóciennictwem, handlem płótnem i siemieniem lnianym. Kolejna fala biedy związana z przeludnieniem na przełomie XIX i XX w. spowodowała nasilenie emigracji, m.in. do USA. Po II wojnie światowej duża część ludności znalazła zatrudnienie w nowych zakładach przemysłowych Orawy, pozostali – w miejscowej spółdzielni rolniczej i leśnictwie
W miejscowości urodzili się:
- Jozef Klinovský (1772-1832), słowacki ksiądz katolicki, profesor teologii i języka hebrajskiego, członek Slovenského učeného tovarišstva;
- Matej Tatarka (1801-1829), jeden z ostatnich słowackich zbójników;
- Piotr Borowy (1858–1932), członek polskiej delegacji na konferencji pokojowej w Paryżu w latach 1919-1920;
- Milo Urban (1904-1982), słowacki pisarz, eseista i tłumacz.

## Kultura
We wsi jest używana gwara orawska, zaliczana przez polskich językoznawców jako gwara dialektu małopolskiego języka polskiego, przez słowackich zaś jako gwara przejściowa polsko-słowacka.